# 라울 하짐바

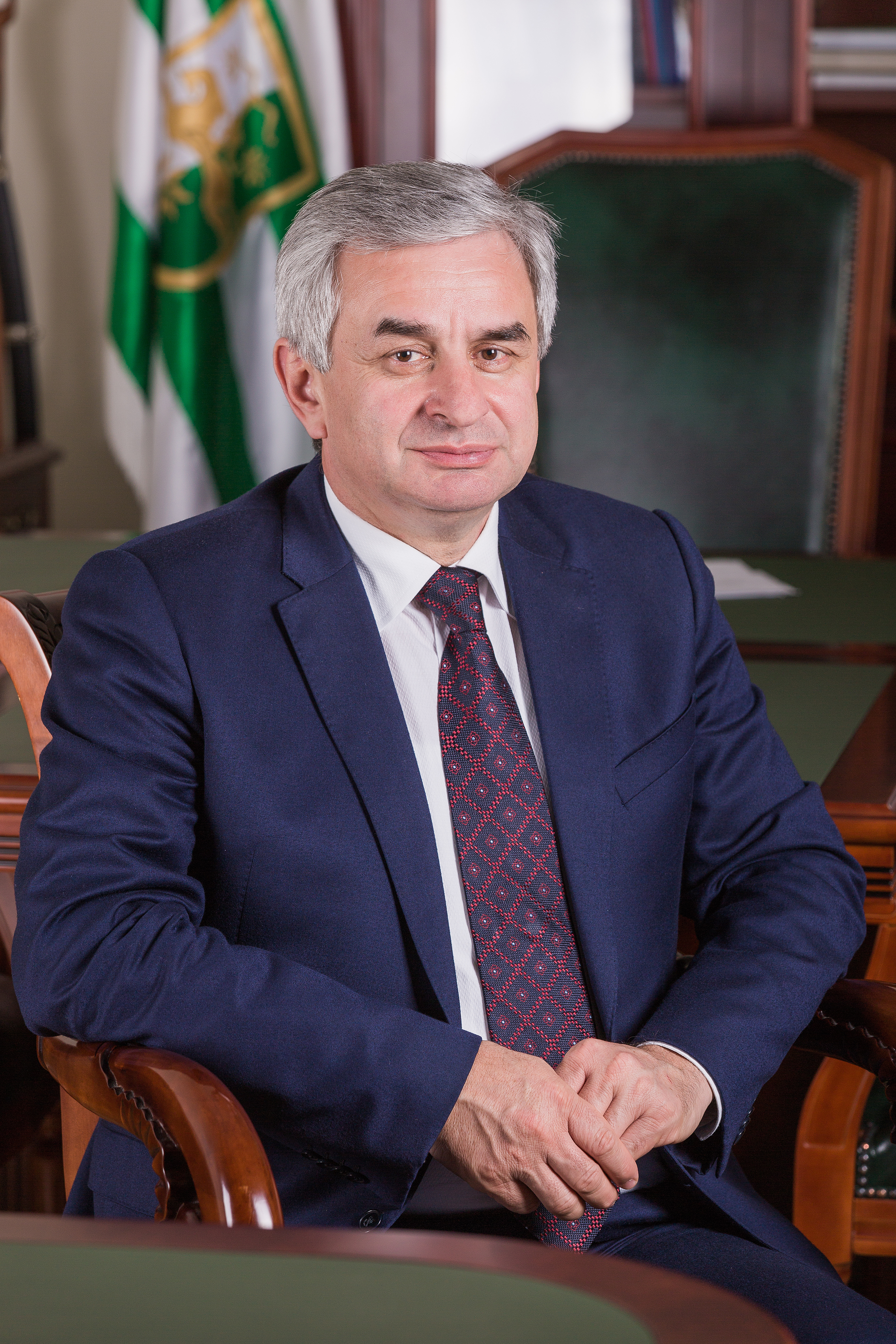
라울 하짐바

라울 줌코비치 하짐바(압하스어: Рауль Џьумка-иҧа Ҳаџьымба 라울 줌카이파 하짐바, 러시아어: Рауль Джумкович Хаджимба 1958년 3월 21일 트크바르첼리 ~ )는 압하지야의 정치인이다.
1976년부터 1978년까지 소련 공군에 복무하였고, 1979년부터 1984년까지 압하지야 국립 대학에 전공하였다. 1985년부터 1년간 민스크에 있는 KGB학교에 공부하였다. 2003년부터 2004년까지 압하지야 총리직을 역임하고 2005년부터 4년동안 부통령직을 지내왔다. 2014년 압하지야 대선에 출마하여 50.60% 득표율로 당선되어 4대 대통령직을 역임하였다. 2019년 대선에 또 한번 출마하여 48.68% 득표율로 재선에 성공하였다. 그러나 2020년 1월 하짐바를 반대하는 반정부 시위가 발생하였다. 1월 10일 압하지야 대법원에서는 2019년 하짐바가 승리한 대통령 선거를 원천 무효판결이 내려졌다. 결국 하짐바는 2020년 1월 12일 대통령직에서 자진 사임하였다.
| 전임 알렉산드르 앙크바브 발레리 브간바(대통령 권한대행) | 제4대 압하지야의 대통령 2014년 ~ 2020년 | 후임 발레리 브간바(대통령 권한대행) 아슬란 브자니야 |